# Berriobeiti
Berriobeiti (cooficialment en castellà Berrioplano) és un municipi de Navarra, a la comarca de Cuenca de Pamplona, dins la merindad de Pamplona. Limita amb els municipis d'Itza a l'est, de Txulapain al nord, Berriozar i Ezkabarte a l'oest, i Pamplona i Orkoien al sud. Comprèn els concejos de:
- Aizoain
- Añezkar
- Artika
- Ballariain
- Berriobeiti (Capital)
- Berriosuso
- Elkarte
- Larraketa
- Loza
- Oteiza de Berrioplano.

## Demografia
| Evolució demogràfica                                     | Evolució demogràfica | Evolució demogràfica | Evolució demogràfica | Evolució demogràfica | Evolució demogràfica | Evolució demogràfica | Evolució demogràfica | Evolució demogràfica | Evolució demogràfica | Evolució demogràfica |
| 1996                                                     | 1998                 | 1999                 | 2000                 | 2001                 | 2002                 | 2003                 | 2004                 | 2005                 | 2006                 | 2007                 |
| -------------------------------------------------------- | -------------------- | -------------------- | -------------------- | -------------------- | -------------------- | -------------------- | -------------------- | -------------------- | -------------------- | -------------------- |
| 1 057                                                    | 1 038                | 1 171                | 1 213                | 1 278                | 1 345                | 1 469                | 1 641                | 1 629                | 2 347                | 2 906                |
| Sources: Berriobeiti i Institut d'Estadística de Navarra |                      |                      |                      |                      |                      |                      |                      |                      |                      |                      |

## Història
El municipi va néixer el 14 de març de 1991, encara que pot considerar-se com l'hereu més directe de l'antic municipi de la Cendea de Ansoáin. Fins llavors els seus pobles havia estat integrats en el municipi de la Cendea de Ansoáin, que agrupava 12 petits llogarets de l'entorn rural de la ciutat de Pamplona. A partir de la dècada de 1960, en terrenys d'alguns d'aquests llogarets van començar a crear-se nous barris-dormitori de la capital navarresa (Berriozar Nou i Antsoain Nou). Això va produir importants desequilibris dintre del municipi, que va passar a estar format en part per nuclis de tipus urbà, que superaven àmpliament en població als tradicionals nuclis rurals de la Cendea de Ansoáin. A principis de la dècada de 1990 es va portar a terme una reorganització del municipi. El concejo de Antsoain, que amb els seus nous barris superava ja els 5000 habitants, es va segregar del municipi de la Cendea de Ansoáin i es va convertir a l'octubre de 1990 en municipi independent. Els restants pobles del municipi es van veure forçats a canviar el nom del municipi, ja que no era pràctic que aquest se seguís denominant Ansoáin, si la població que duia aquest nom era precisament la qual s'havia separat. A més Berriozar (amb una població que també superava els 5000 habitants) es trobava en una situació similar a la del poble de Antsoain, ja que per si solament duplicava la població de les restants poblacions del municipi.
Va ser així com el 14 de març de 1991 es creen 2 nous municipis a partir del de la Cendea de Ansoáin: Berriozar i Berriobeiti. El primer està compost pel poble de Berriozar i el segon pels 10 pobles restants que formaven la Cendea de Ansoáin (Aizoain, Añezcar, Artika, Ballariain, Berriobeiti, Berriosuso, Elkarte, Larraketa, Loza i Oteiza). Es denomina Berriobeiti perquè aquest poble exerceix de capital del municipi. Malgrat aquesta capitalitat, no ostenta Berriobeiti la condició de major poble del municipi. El poble de Artica, situat entri Berriozar i Ansoáin, va quedar convertit en un exclavament del municipi de Berrioplano. A més, en ser el més proper a Pamplona està sofrint en l'actualitat un desenvolupament urbanístic similar al que van sofrir en el seu moment Berriozar i Antsoain, per aquests dos factors no és descartable que a mitjà termini es transformi en un municipi independent.